# اللجنة الدولية لتوقع الزلازل
اللجنة المنسقة لتوقع الزلازل (بالإنجليزية: Coordinating Committee for Earthquake Prediction)‏ في اليابان، وهي لجنة تأسست عام 1969، كجزء من الخطة الثانية للتنبؤ بالزلازل التابعة لمجلس جيوديسيا، بهدف القيام بتقييم شامل لبيانات الزلازل في اليابان. تتألف اللجنة من 30 عضو وتجتمع اللجنة أربع مرات كل عام، بالإضافة إلى قيلم اللجنة بإصدار تقرير عن أنشطتها مرتين سنوياً. تشترك اللجنة مع 20 منظمة وهيئة حكومية ومؤسسات بحثية ممثلة، في الأبحاث والتنبؤ بحدوث الزلازل. لديها أمانة تتبع وزارة الأراضي، البنية التحتية، النقل والسياح.

## التاريخ
تم اتخاذ الخطوات الأولى نحو إنشاء اللجنة، بعد أن نشر باحثو الزلازل ورقة بعنوان التنبؤ بالزلزال - الوضع الحالي للمنطقة مع خطة العمل (بالإنجليزية: Earthquake Prediction - Current Status and Action Plan)‏ آنذاك في عام 1962. وقد تم اعتماد الخطة من قبل الجمعية العامة لمجلس الجيوديسيا مع إطلاق أول خطة تنبؤية في عام 1964. لكن بعد زلازل عام 1964 و 1965، تأسست في عام 1968 من أجل تنسيق أنشطة التنبؤ المستقبلية.

## المناطق الجغرافية للرصد
من أجل التركيز على العمل المستقبلي، والذي يسنتد إلى الأدلة الجيولوجية، وكذلك كم أجل التنبؤ بزلازل توكاي في المستقبل القريب، حدد المركز في عام 1970 مناطق معينة من اليابان كمناطق للمراقبة المكثفة. وفي عام 1974 تم إضافة منطقة توكاي إلى مناطق المراقبة المكثفة. لكن في عام 1978، تم تغيير بعض المناطق بحيث أثبحت هناك مناطق للمراقبة المحددة ومناطق للمراقبة المكثفة. فتم تعيين ثمانية مناطق ضمن مناطق المراقبة المحددة، وتم تحديد منطقتين من ضمن مناطق المراقبة المكثفة.
مناطق الرصد المكثف
- جنوب كانتو[9]
- منطقة توكاي[7]

## المنظمات والجامعات والمعاهد المشاركة
المنظمات التالية لديها تمثيل في اللجنة المنسقة لتوقع الزلازل:

### محلية
- معهد علم الزلازل وعلم البراكين، جامعة هوكايدون، جامعة هوكايدو.
- مركز أبحاث التنبؤ بالزلازل والبراكين ، جامعة توهوكو.
- كلية الحياة والعلوم البيئية، جامعة تسوبكوبا.
- كلية العلوم، جامعة طوكيو.
- معهد أبحاث الزلازل، جامعة طوكيو.
- مركز أبحاث السوائل البركانية ،معهد تكنولوكيا طوكيو.
- مركز أبحاث علم الزلازل وعلم البراكين وتخفيف الكوارث، جامعة نياگويا.
- قسم الجيوفيزياء، جامعة كيوتو.
- معهد أبحاث منع الكوارث، جامعة كيوتو.
- معمل الديناميكا والبنية الجيولوجينة، جامعة توتوري.
- معهد علم الزلازل وعلم الباركين، ، جامعة كيوشو.
- مرصد نانسي-توكو للزلازل والبراكين، جامعة كاگوشيما.
- معهد الرياضيات الاحصائية.

### منظمات حكومية
- المعهد البحثي الوطني لعلوم الأرض ومنع الكوارث.
- وكالة اليابان لعلوم البحار-الأرض والتكنولوجيا.
- المسح الجيولوجي الياباني ،المعهد الوطني للعلوم الصناعية المتقدمة والتكنولوجيا.
- القسم الهيدروجرافي، حرس السواحل الياباني.
- وكالة الأرصاد الجوية اليابانية، معهد الأبحاث الرصدية.
- هيئة المعلومات الجيوفضائية في اليابان.

### هيئات أخرى
- معهد أبحاث تونو لعلم الزلازل.
- معهد أبحاث الينابيع الحارة ،محافظة كاناگاوا.

## وصلات خارجية
- اللجنة المنسقة لتوقع الزلازل - الموقع الرسمي